# Talinranta
Talinranta (en suédois : Talistranden) est une section du quartier de Munkkiniemi à Helsinki en Finlande.

## Description
Talinranta a une superficie de 0,18 km2, sa population s'élève à 1 175 habitants(1.1.2009) et il offre 32 emplois (31.12.2005).
Talinranta est situé à l'ouest de Munkkivuori et au sud de Tali. 
La Turunväylä s'étend au sud, et sépare Talinranta de Vanha Munkkiniemi.

## Transports
La ligne 20 de bus de la région d'Helsinki dessert Talinranta.
Les lignes transversales 52 (Otaniemi–Munkkiniemi–Haaga–Kannelmäki–Kuninkantammi) et la ligne de bus 550 passent à moins de deux kilomètres à pied.
La gare de Pitäjänmäki se trouve à un peu moins de deux kilomètres. 
Les bus d'Espoo paasant par la Turunväylä ne s'arrêtent pas près de Talinranta.
Talinranta est situé près de la mer mais il est très difficile d'y venir par bateau car les ponts de la route länsiväylä sont pas assez hauts pour permettre l’accès par la mer.

## Galerie

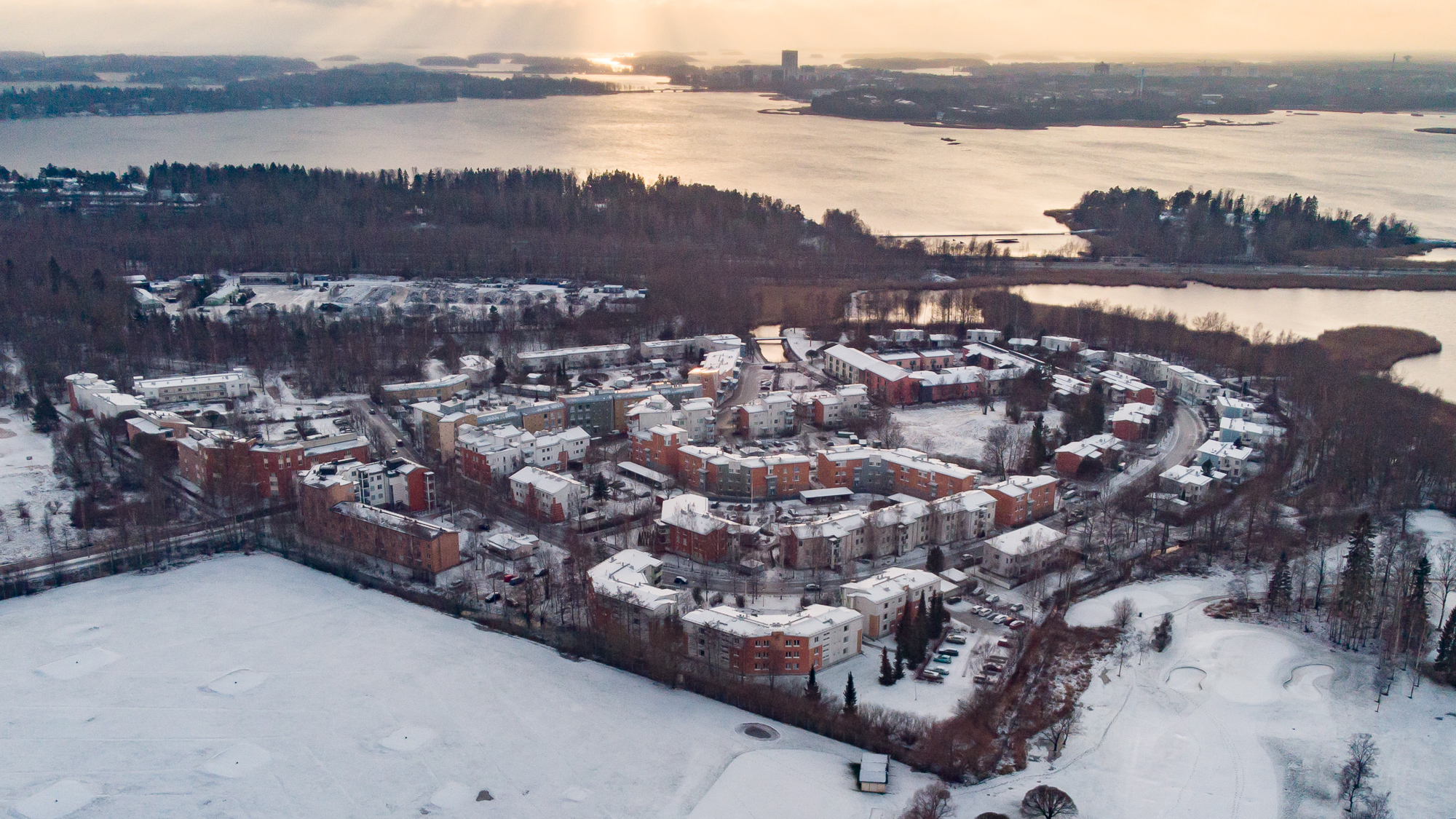
Talinranta en décembre 2019.
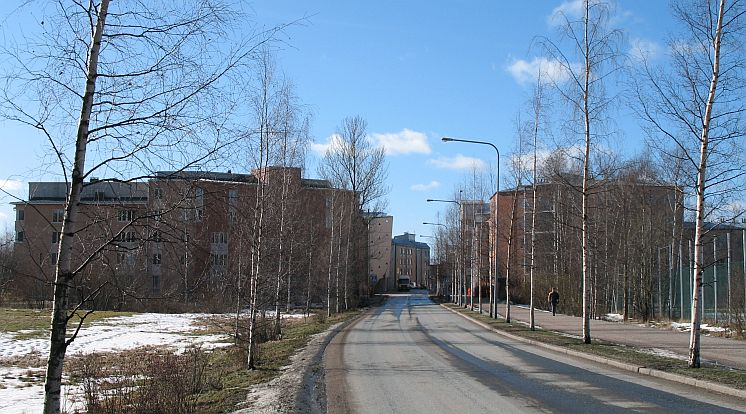
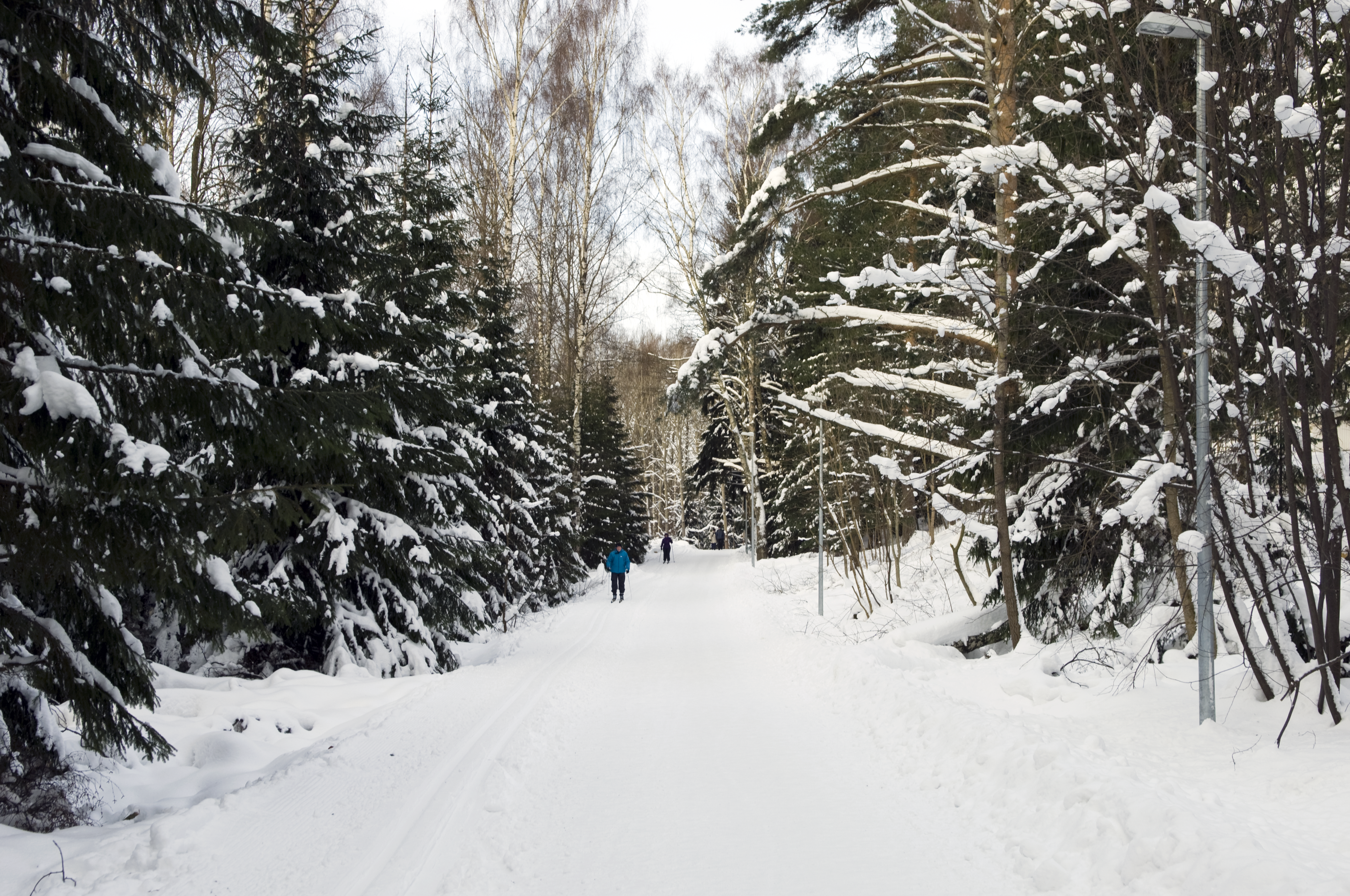
Piste de ski.
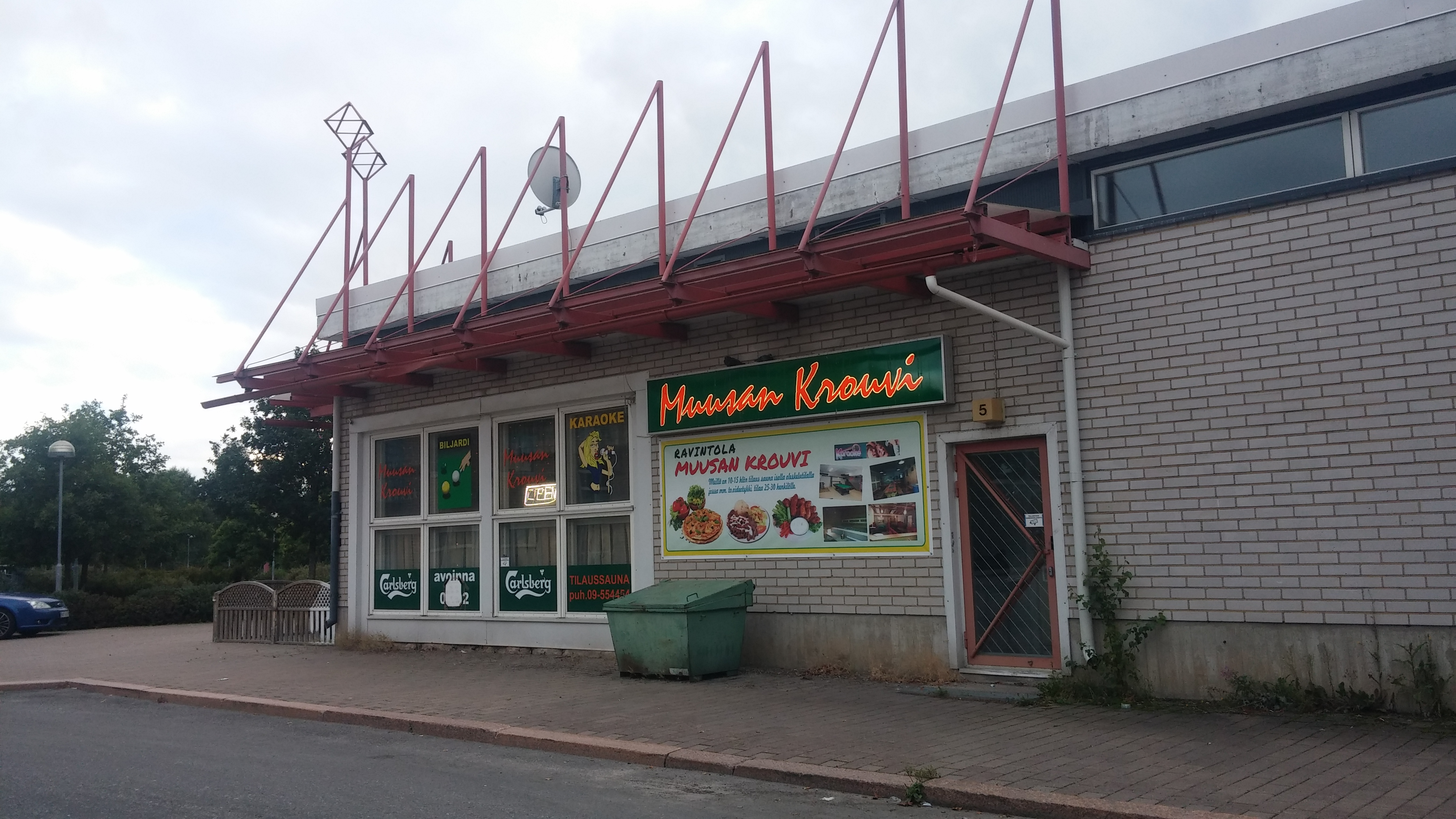